# Budacu de Sus, Bistrița-Năsăud
Budacu de Sus, mai demult Budacul Românesc, Budacul Român, Buduș (în dialectul săsesc Blesch-Budak, Bläsch Budak, în germană Rumänisch-Budak, Klein-Budak, Budesdorf, în maghiară Felsőbudak, Románbudak, Oláhbudak, Kisbudak, Budak) este un sat în comuna Dumitrița din județul Bistrița-Năsăud, Transilvania, România.

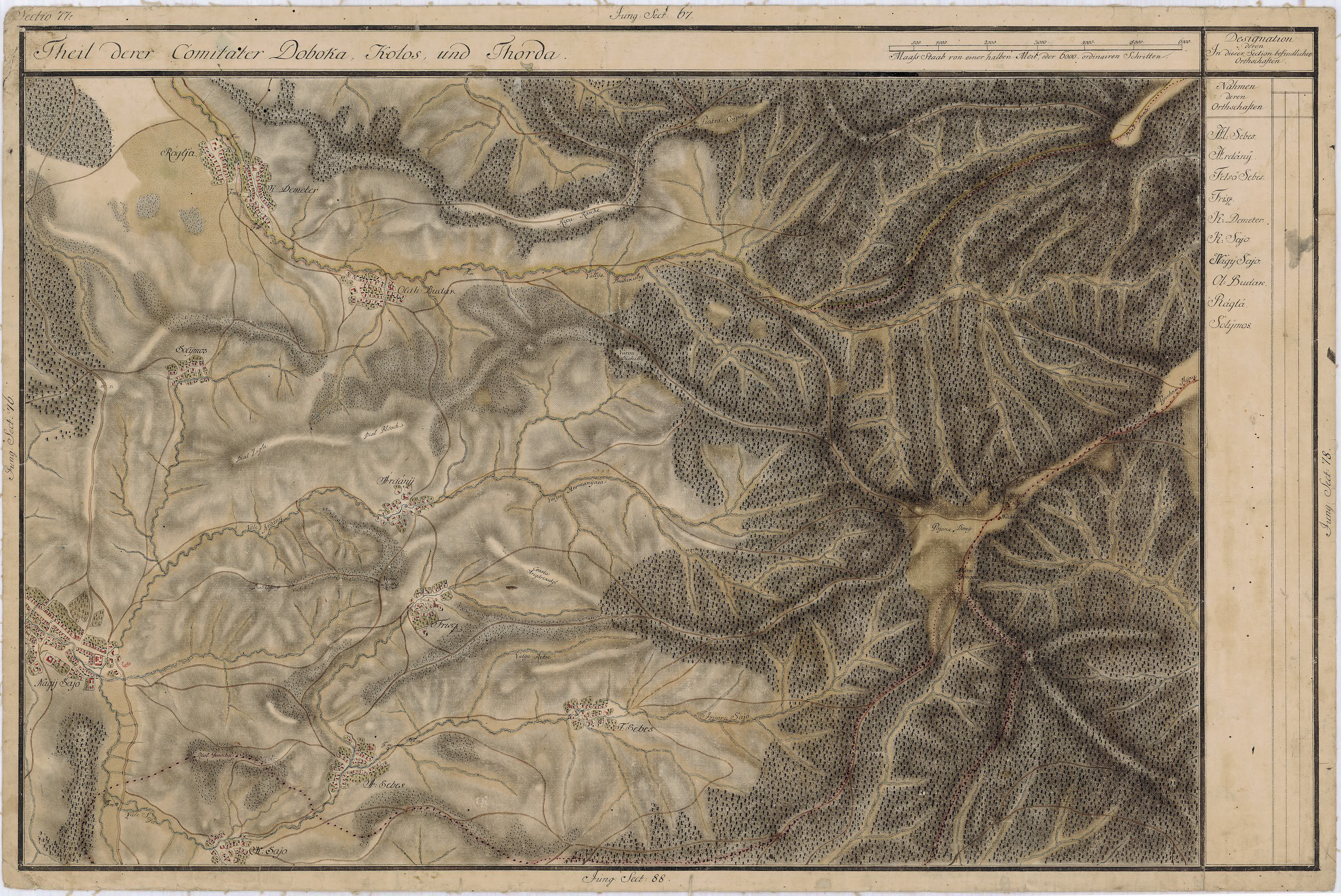
Budacu de Sus în Harta Iosefină a Transilvaniei, 1769-73

## Obiective turistice
- Rezervațiile naturale “Piatra Corbului”,"Cabana Aluneasa", "Cabana lui Ceaușescu" ,"Pista de elicoptere", "Cabana Izvorul Muntelui"

## Imagini

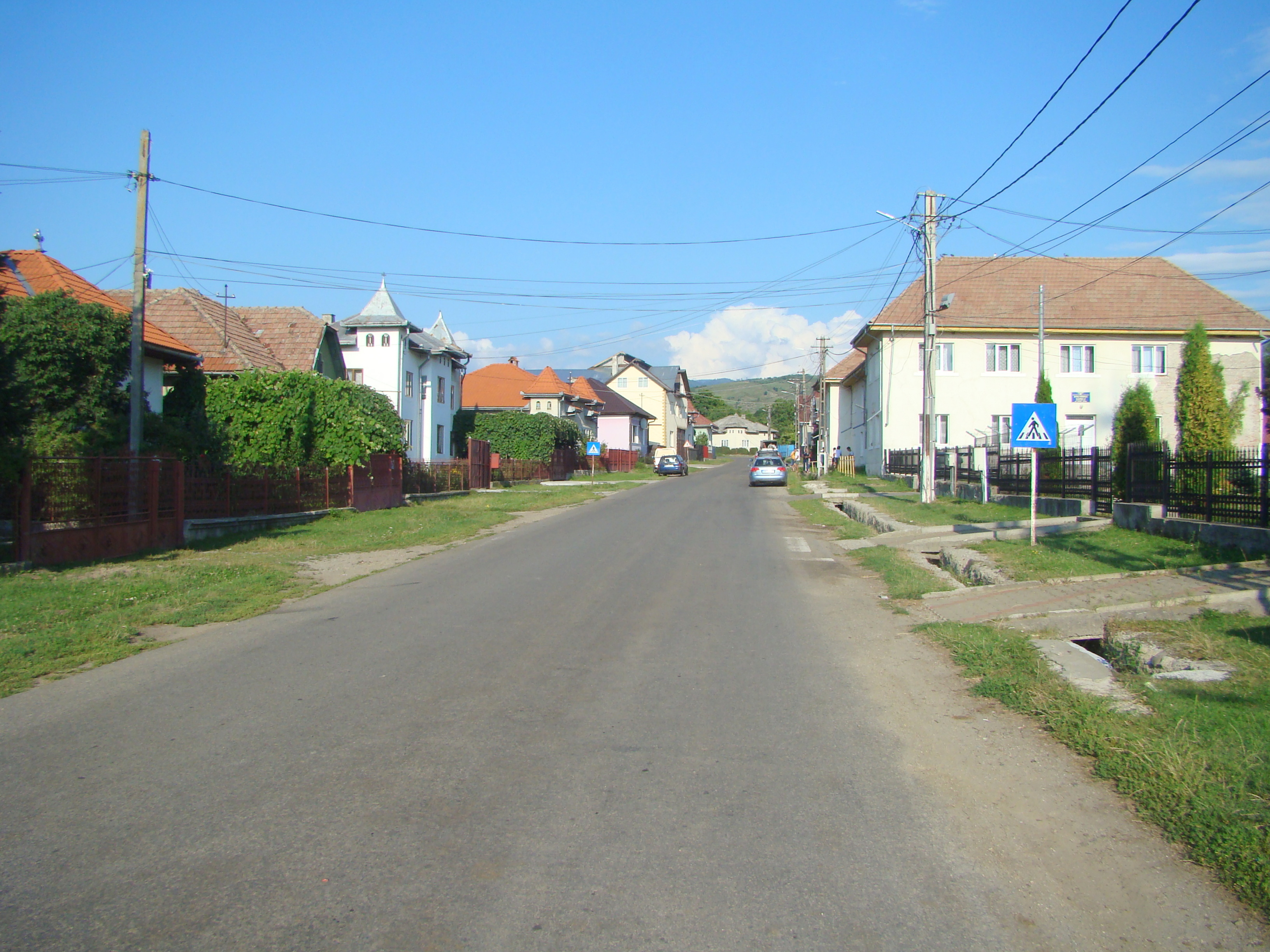
Strada principală
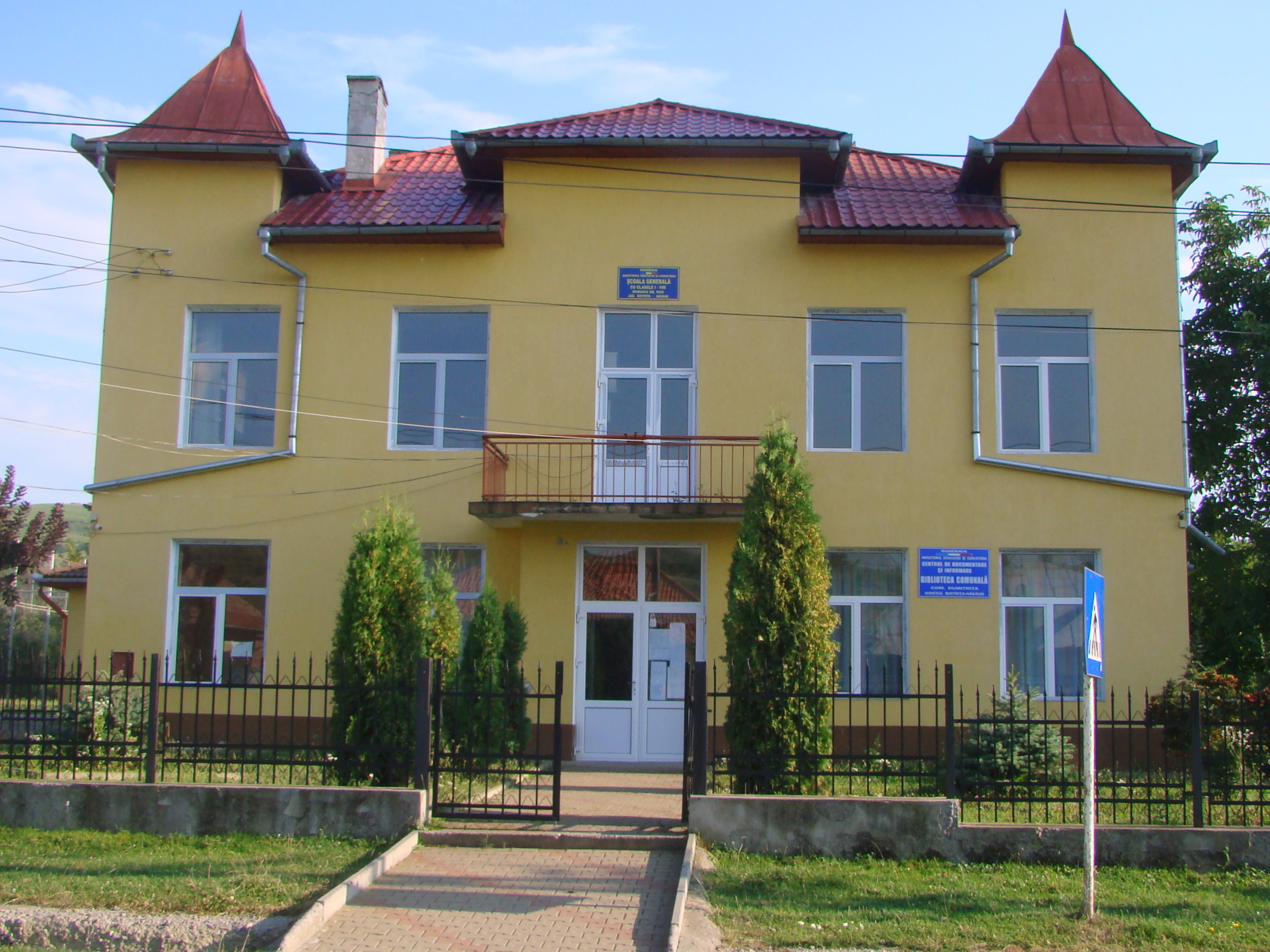
Școala
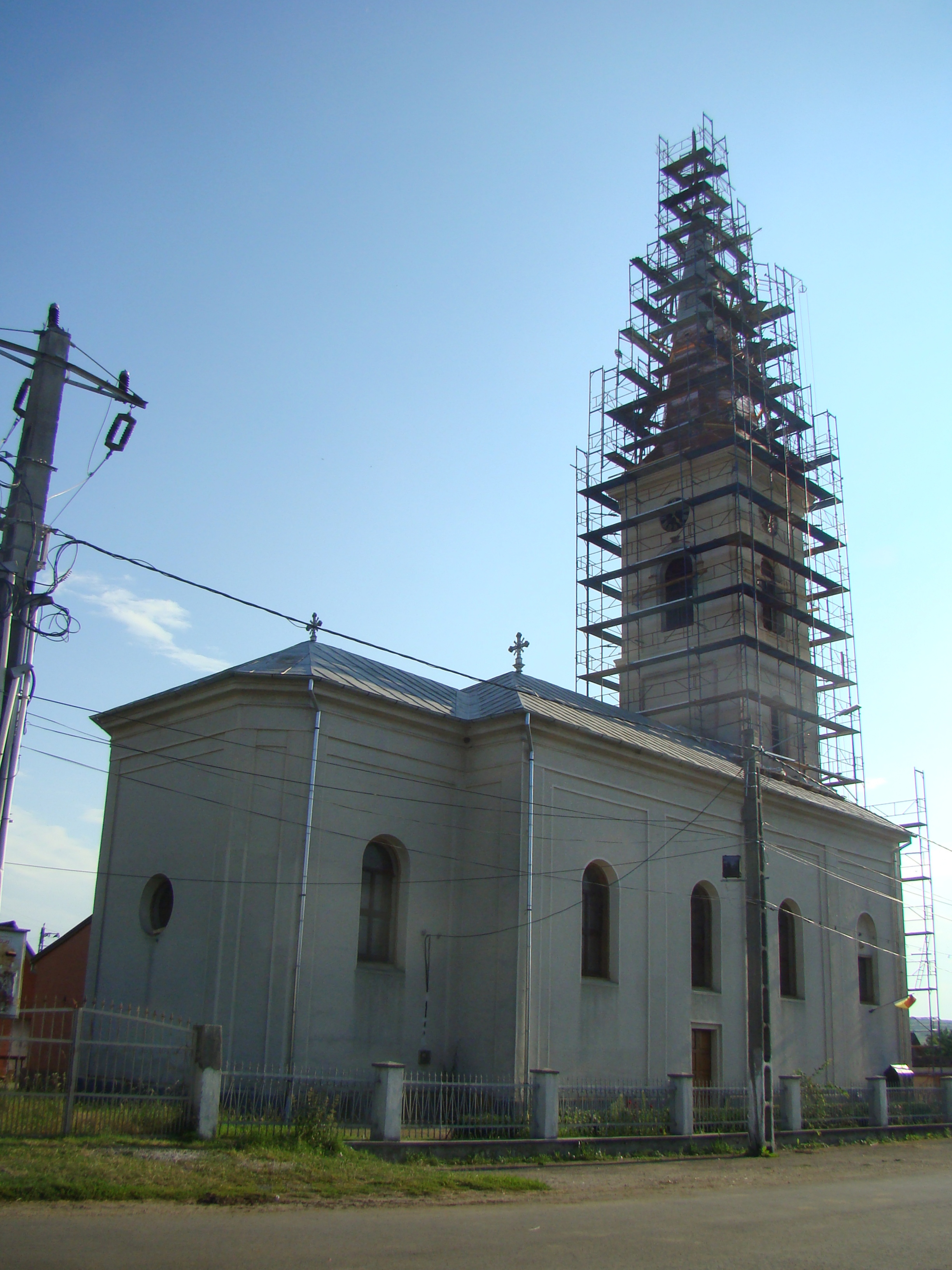
Biserica
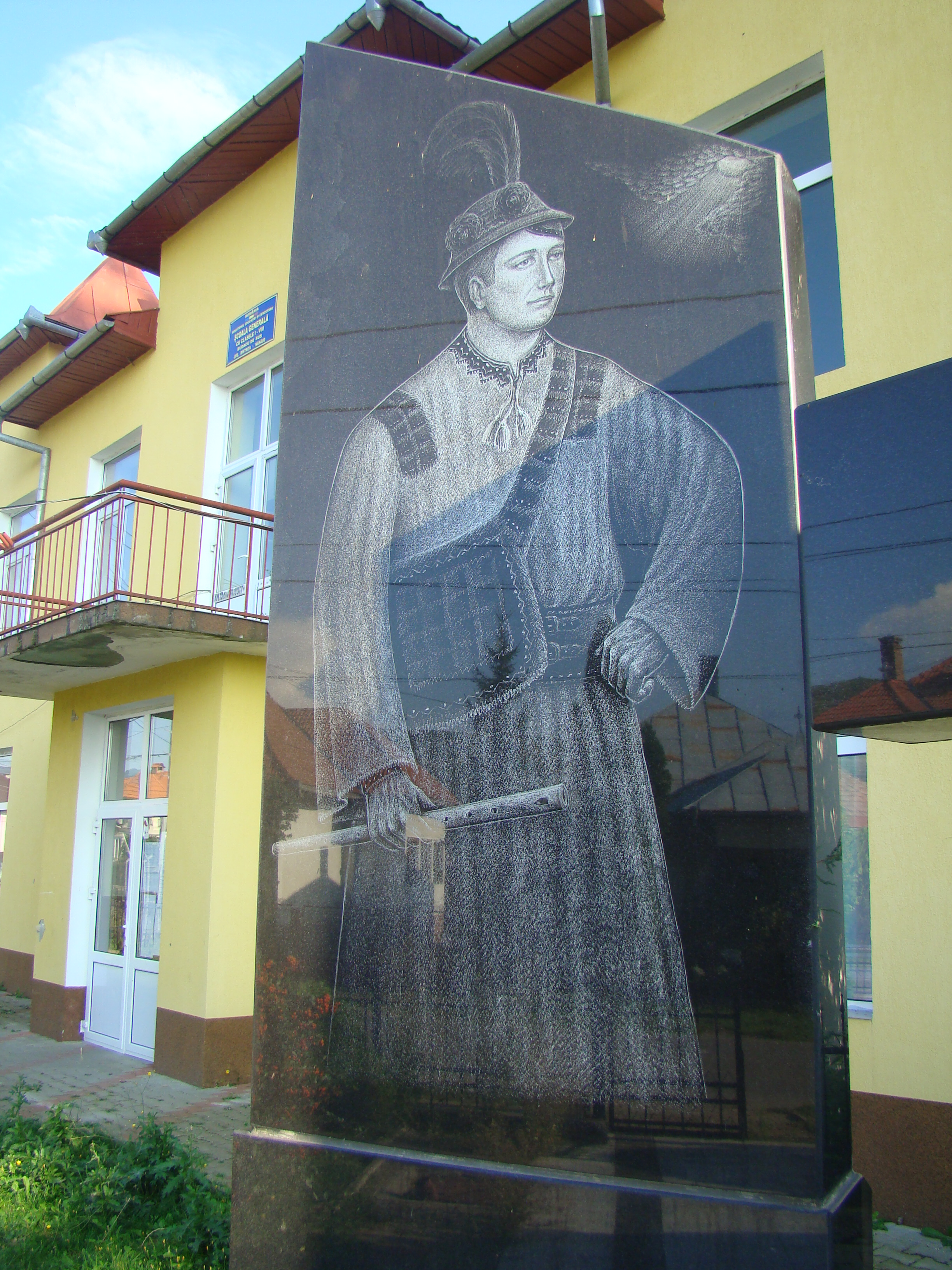
Monumentul eroilor (detaliu)

https://share.snapchat.com/m/mng-xSGs?share_id=ketI9ZqS8sw&locale=ro-RO Dos